# Авторитаризм
Авторитари́зм (лат. autoritas — повна влада) — режим правління, за якого всю чи більшу частину влади зосереджено в руках однієї особи чи групи осіб. Роль представницьких органів влади зведено нанівець або занижено. Характерною рисою є зведення нанівець місцевого самоврядування, застосування репресій і терору. Крайня форма авторитаризму — тоталітаризм.
Авторитаризм, як форма політичної влади часто поєднується з автократією (Форма ставлення до влади) і диктатурою (Форма здійснення влади), хоча це не обов'язково. Наприклад, будь-яка революція, в тому числі демократична, буде проявом авторитаризму (оскільки революція відбувається тоді, коли наявна правова система не може впоратися з поточною ситуацією, а іншої правової системи поки не існує; революція повністю ламає наявну правову систему і, перебуваючи, таким чином, у правовому вакуумі, авторитарно оголошує себе носієм влади).

## Види авторитаризму
1. Військово-бюрократичний режим — диктатура військових та бюрократичних еліт при обмеженому залученні громадських інтелектуалів-професіоналів до формування політичних пріоритетів.
2. Корпоративний авторитаризм — режим, який визначає співробітництво значних економічних конгломератів як противага заідеологізованості та однопартійності в політичній системі (Режим Франко в Іспанії, Салазара в Португалії).
3. Дототалітарний авторитаризм — перехідний режим від демократії до тоталітаризму, за якого соціальна група, що представляє тоталітарну утопію ще не визначилась, не утвердила владу, але поступово обмежує діяльність груп інтересів громадянського суспільства та церкви.
4. Постколоніальний авторитаризм — мобілізаційний режим, властивий колишнім колоніям на їхньому шляху до незалежності, намагання демократизувати суспільство супроводжується обмеженням політичного плюралізму в умовах нестабільного економічного розвитку.
5. Етнічна або расистська квазідемократія — повна мобілізація влади етнічною або національною меншістю з обмеженням громадянських прав представників інших національностей (Південно-Африканська Республіка).
6. Традиційні режими — закриті, з монолітною структурою політичної еліти, режими спадково-родового та династичного правління (сучасні абсолютні монархії — Саудівська Аравія, Оман, Бахрейн, Катар. Дуалістичні — Марокко, Кувейт).
7. Султаністський режим — крайня форма патримуніального родового, спадкового правління при відсутності опозиції, політичного плюралізму та пасивності участі населення в політиці. Сильна тенденція до династичності влади, відсутня раціональна ідеологія, підданство султану підкріплюється ірраціональними факторами, маніпуляція символами, залякування населення і насильство.
8. Егалітарно-авторитарний режим — сучасний комунізм в світі (В'єтнам, Китайська Народна Республіка, Куба, Венесуела), закритий режим з монолітною структурою та руйнуванням приватної власності.
9. Авторитарно-інегалітарний — режим з диференційованою структурою еліти, яка вступає в контакт з економічно привілейованими групами приватних інтересів, але через закритість режиму населення залишається бідним і безправним.
10. Змагальні олігархії — режим із пасивною соціальною базою, але відкритістю до участі в політиці різних представників великого капіталу. Політика будується на конкуренції економічних еліт.

## Типологія
Одна з найвдаліших типологій авторитарних режимів належить німецькому політологу Дірку Берг-Шлоссеру. Він виділяв такі різновиди авторитаризму:
- Традиційні абсолютистські монархії (приклади: Ефіопська імперія до 1974 р., Непал до 2007 р., Марокко, Саудівська Аравія та інші).
- Традиційні авторитарні режими олігархічного типу. Характерні для країн Латинської Америки (приклади: Гватемала, Куба до 1959 р. Нікарагуа до 1979 р. та інші).
- Гегемоністський авторитаризм нової олігархії (приклади: Камерун, Туніс, Філіппіни при Ф. Маркосі в 1972—1985 рр.).
- Країни «соціалістичної орієнтації» з усіма особливостями сприйняття соціалізму, його типів, егалітаристських традицій власної культури і так далі (приклади: Алжир, Білорусь, Бірма, Гвінея, Мозамбік, Венесуела, Танзанія та інші).
- Військові режими (приклади: режим Г. А. Насера в Єгипті, Х. Перона в Аргентині, авторитарні режими в Іраку, Перу та інші).
- Також слід виділити як різновид авторитаризму теократичні режими, коли політична влада сконцентрована в руках духовних осіб.

Основна відмінність авторитаризму від тоталітаризму в тому, що авторитарна влада ґрунтується на особистості лідера, його здатності утримати владу і залучати прихильників. У той час як в тоталітарних державах лідера висуває вже керівна еліта (наприклад, керівна партія чи церква), і система влади зав'язана на чільної ролі цієї еліти та її ідеології. Авторитарний режим часто закінчується зі смертю харизматичного лідера, не залишивши настільки ж сильного наступника. Тоталітарний режим більш стійкий і руйнується тільки в разі занепаду всієї системи та її ідеології.

## Походження терміна
Термін «авторитаризм» запровадили в науковий обіг теоретики Франкфуртської школи, на означення певного набору соціальних характеристик, властивих як політичній культурі, так і масовій свідомості в цілому.
Авторитаризм — це, по-перше, соціально-політична система, заснована на підпорядкуванні державі або його лідерам. По-друге — соціальна установка або риса особистості, що характеризується впевненістю в тому, що в суспільстві повинна існувати сувора і безумовна відданість вождю, беззаперечне підпорядкування людей авторитетам і владі.
Політичний режим, що відповідає принципам авторитарності, означає відсутність справжньої демократії як щодо вільного проведення виборів, так і в питаннях управління державними структурами. Часто поєднується з диктатурою окремої особистості, яка проявляється тією чи іншою мірою.

## Ознаки авторитарного суспільства
- автократизм або невелике число носіїв влади (диктатор, військова диктатура, олігархічна група);
- непідконтрольність влади народу, звужені або зведені нанівець дії принципів виборності державних органів і посадових осіб, підзвітність їх населенню;
- ігнорується принцип поділу влади, глава держави, виконавча влада домінують, роль представницьких органів обмежена;
- монополізація влади і політики, недопущення реальної політичної опозиції і конкуренції (іноді відсутність різноманітних політичних інститутів може бути наслідком незрілості громадянського суспільства, чи недовіри партіям з боку населення);
- Контроль над суспільством, втручання або обмежене втручання у позаполітичні сфери, насамперед у економіку;
- як методи державного управління домінують командні, адміністративні, в той же час відсутній терор, практично не застосовуються масові репресії;
- права і свободи особистості головним чином проголошуються, але реально не забезпечуються (насамперед, у політичній сфері);
- особистість позбавлена гарантій безпеки у взаєминах з владою;
- силові структури суспільству практично непідконтрольні і використовуються частково у політичних цілях.
- одним з поширених явищ в рамках авторитарних і тоталітарних систем є практика імітації виборів. Імітація виборів являє собою проведення агітаційно-пропагандистського заходу з усіма формальними атрибутами виборів (пряме і таємне голосування, передвиборча боротьба, наявність альтернативних кандидатів і т. д.) при повній відсутності навіть найменшої можливості приходу до влади представників опозиції.)
- При цьому відсутність якої-небудь ознаки не знімає з режиму клеймо авторитарності, так само як і за однією ознакою не можна судити про авторитарний характер режиму. З цієї причини часто питання про політичний режим в країні є спірним. Немає єдиних критеріїв авторитаризму.
- Авторитарний режим — це «компроміс» між тоталітаризмом і демократією, він є перехідним від Т. до Д., так само як від Д. до Т. Авторитарний режим близький до тоталітарного за політичною ознакою, а до демократії — з економічного, тобто люди, не маючи політичних прав, мають всю повноту економічних прав.

## Класифікація
Авторитарні режими можуть бути класифіковані як:
- абсолютистські монархії, в яких верховна, виконавча, законодавча та судова влада повністю належить одній особі (Саудівська Аравія, Об'єднані Арабські Емірати тощо);
- військово-бюрократичні диктатури, встановлені внаслідок військових переворотів (в різні часи: Аргентина, Бразилія, Греція, Чилі тощо);
- вождистські тоталітарні — спираються на авторитет сильного лідера, можуть мати підтримку народу і передумовою становлення яких може виступати певна загроза для держави (Німеччина часів Гітлера, СРСР часів Сталіна);
- неототалітарні режими — владу контролює одна партія, інших партій або не існує, або вони мають декоративний характер (Корейська Народна Демократична Республіка).
- персональні тиранії — влада належить диктаторові та спирається на підтримку поліцейського апарату (в різні часи: Гаїті, Нікарагуа, Сомалі, Уганда).

В умовах авторитарних режимів можуть існувати профспілки і політичні партії, але під жорстким контролем правлячої особи або правлячого угрупування.

## Держави з авторитарною формою правління

### Нинішні
| Держава     | Період | Правляча група або особа                            | Примітки                                                   |
| ----------- | ------ | --------------------------------------------------- | ---------------------------------------------------------- |
| Білорусь    | з 1994 | Олександр Лукашенко                                 | [ 1 ] [ 2 ]                                                |
| Казахстан   | з 1991 | Аманат та Нурсултан Назарбаєв → Касим-Жомарт Токаєв | [ 3 ]                                                      |
| Росія       | з 1991 | Борис Єльцин → Єдина Росія і Володимир Путін        | Див. Конституційна криза у Росії 1993, Путінізм та Рашизм. |
| Таджикистан | з 1994 | Емомалі Рахмон                                      | [ 3 ]                                                      |

### Історичні
| Держава | Період    | Правляча група або особа              | Примітки             |
| ------- | --------- | ------------------------------------- | -------------------- |
| СРСР    | 1922—1991 | Комуністична партія Радянського Союзу | Див. Червоний фашизм |